# 2081 Sázava
2081 Sázava eller 1976 DH är en asteroid i huvudbältet som upptäcktes den 27 februari 1976 av den Schweiziska astronomen Paul Wild vid Observatorium Zimmerwald. Den har fått sitt namn efter floden Sázava.
Asteroiden har en diameter på ungefär 16 kilometer och den tillhör asteroidgruppen Nysa.